# Laetoli
Laetoli é um sítio paleoantropológico do período Plioceno (com idade estimada entre 3,5 milhões e 3,8 milhões de anos), localizado na Área de Conservação de Ngorongoro, ao norte da Tanzânia. Está situado próximo ao vulcão Sadiman e ao sopé do monte Oldeani. Este sítio é reconhecido principalmente pelas Pegadas de Laetoli, uma trilha de aproximadamente 27 metros (88 pés) contendo cerca de 70 pegadas fossilizadas, atribuídas ao Australopithecus afarensis. Essas pegadas estão preservadas em cinzas vulcânicas consolidadas, conhecidas como tufos .

Descoberta das pegadas
As pegadas de Laetoli foram inicialmente descobertas em 1976 por Mary Leakey e sua equipe, mas foi apenas em 1978 que Paul Abell se uniu à equipe de Leakey e localizou a trilha de 88 pés (27 m) de extensão, agora conhecida como "As Pegadas de Laetoli". Acredita-se que essas pegadas pertençam a hominídeos primitivos, devido aos fósseis encontrados na mesma camada de sedimentos, que identificaram o Australopithecus afarensis como o único hominídeo conhecido na região naquela época. A descoberta mais notável ocorreu no sítio G, onde foram encontradas pegadas de hominídeos com uma anatomia do pé muito similar à dos humanos modernos. Em contraste, as pegadas do sítio A são menos conhecidas e exibem um padrão de locomoção peculiar, com um cruzamento dos pés. Embora a descoberta do sítio A tenha sido parcialmente escavada e inicialmente atribuída a um hominídeo, a semelhança com pegadas de ursídeos resultou na diminuição de sua importância na comunidade paleoantropológica. Em contraste, a descoberta no sítio G é amplamente aceita como a evidência mais antiga e inequívoca de bipedalismo obrigatório na linhagem humana.

Idade e Datação das pegadas
A idade das pegadas de Laetoli foi determinada através de datação radiométrica por argônio-potássio e análises paleomagnéticas, que revelaram a polaridade magnética da Terra no período da deposição das cinzas. Estes métodos indicaram uma idade de aproximadamente 3,66 milhões de anos, colocando as pegadas na mesma época de outros fósseis significativos de hominídeos, como os do Australopithecus afarensis.

Relevância Científica
As pegadas de Laetoli têm uma importância crucial para a compreensão da evolução humana, especialmente no que diz respeito à transição da locomoção quadrúpede para a bípede. Elas corroboram a ideia de que o bipedalismo era uma característica estabelecida milhões de anos antes do desenvolvimento de cérebros maiores e da criação de ferramentas complexas. Os primeiros humanos que deixaram essas pegadas eram bípedes, com os dedões dos pés alinhados com o restante do pé. Isso indica que esses primeiros pés humanos se assemelhavam mais aos dos humanos modernos do que aos dos macacos, cujos dedões dos pés divergentes são adaptados para escalada e manipulação semelhante a um polegar. As pegadas também revelam que a marcha desses primeiros humanos começava com um impacto do calcanhar no chão (heel-strike), seguido por um impulso dos dedos no final da passada (toe-off), um padrão semelhante ao dos humanos modernos. Esses padrões de movimento sugerem uma marcha bípede ereta, livre e natural. O espaçamento próximo entre as pegadas sugere que esses indivíduos tinham passos curtos e, portanto, provavelmente pernas curtas. Somente mais tarde, os primeiros humanos desenvolveram pernas mais longas, o que lhes permitiu caminhar distâncias maiores, mais rapidamente, e cobrir mais terreno diariamente.  
Diversidade Locomotora
A estimativa do tamanho corporal e das proporções é essencial para a interpretação evolutiva da paleobiologia dos hominídeos do Plio-Pleistoceno. A variabilidade dentro da espécie no tamanho corporal está frequentemente associada ao dimorfismo sexual e/ou à adaptação a diferentes ecologias, um fenômeno especialmente evidente entre os Hominidae existentes, que exibem uma ampla gama de variação. As pegadas revelam uma diversidade locomotora entre os hominíneos do Plioceno, sugerindo a coexistência de múltiplas espécies com morfologias de pés e padrões de marcha distintos em Laetoli. Isso indica que a evolução do bipedalismo não seguiu um caminho linear, mas sim um cenário complexo com várias espécies experimentando diferentes estratégias de locomoção. 

Controvérsias e debates
Houve debates sobre a identificação das pegadas do sítio A, com algumas teorias sugerindo que elas poderiam ter sido feitas por um urso caminhando bipedalmente. No entanto, estudos mais recentes, incluindo a reescavação do local A em 2019, forneceram evidências convincentes de que as pegadas são de fato de um homininóide, embora a espécie exata ainda seja objeto de debate. 

Conservação e Preservação
O sítio de Laetoli está sob a proteção da Autoridade de Conservação da Área de Ngorongoro (NCAA) e possui status de Patrimônio Mundial da UNESCO. É mantido com rigorosas medidas de preservação para evitar a erosão e a degradação das pegadas. Estas medidas incluem a construção de abrigos para proteger as pegadas das intempéries e restrições de acesso público para prevenir danos .